# 153 aC
El 153 aC  va ser un any del calendari romà prejulià. Durant la República i l'Imperi Romà es coneixia com l'Any del Consolat de Lusc i Nobílior o també any 601 Ab urbe condita o de la fundació de la ciutat). L'ús del nom «153 aC» per referir-se a aquest any es remunta a l'alta edat mitjana, quan el sistema Anno Domini va ser el mètode de numeració dels anys més comú a Europa.

## Esdeveniments

### Àsia menor
- El Senat Romà envia tres ambaixadors, Api Claudi Pulcre, Aulus Postumi Albí i Luci Opi, a negociar la pau entre Àtal II de Pèrgam i Prúsies II, rei de Bitínia.[2]

### Illa de Rodes
- Aquest any esclata la guerra entre Rodes i Creta. Astimedes, almirall dels rodis, és enviat a Roma com a ambaixador.[3]

### Antiga Roma
- Aquest any són elegits cònsols Tit Anni Lusc i Quint Fulvi Nobílior.[4]
- Els aixecaments en les províncies romanes d'Hispània obliguen als cònsols d'aquest any a prendre possessió del seu càrrec abans del començant de l'any segons el seu calendari, el 15 de març. A partir de llavors, l'any romà comença l'1 de gener.[5]

### Hispània
- Quan s'aixequen els lusitans i arrosseguen els celtibers a la revolta en el marc de la Segona guerra celtibera, Fulvi Nobílior marxa cap a Hispània amb 30.000 homes. Obliga les tribus dels titos i els bel·les, reunits a Segeda (avui anomenada La Higuera, a sotmetre's. Alguns celtibers es refugien al territori dels arevacs, que elegeixen com a cap de guerra a Car (Carus). Car, amb només sis mil homes, venç a Nobílior tres dies després, el 23 d'agost, el dia en què es celebrava la Vulcanàlia, una festa en honor de Vulcà. La derrota es tal que es decideix que mai més cap general romà lluitaria aquell dia si no n'era obligat. Nobílior fa un atac de la cavalleria on va morir Car i part dels seus homes. Una mica després el cònsol rep reforços de cavalleria númida i alguns elefants enviats per Masinissa I. Els celtibers, espantats, es refugien darrere de les muralles de Numància. Nobilior els persegueix i els tanca darrere els murs de la ciutat. Sota els murs de Numància els elefants númides es desboquen i creen confusió a les files romanes i una sortida afortunada dels arevacs acaba amb la mort de quatre mil romans i la captura dels elefants.[6][7]
- El pretor Luci Mummi Acaic, governador de la Hispània Citerior, obté algunes victòries sobre els lusitans. Quan torna a Roma l'ant següent (152 aC) rep els honors del triomf.[8]